# Tiztoutine
Tiztoutine (franska: Tiztoutine (CR), Tiztoutine (Commune Rurale), arabiska: رأس الماء) är en kommun i Marocko.   Den ligger i provinsen Nador och regionen Oriental, i den nordöstra delen av landet, 300 km öster om huvudstaden Rabat. Antalet invånare är 5 979.